# المعجم المفهرس لألفاظ الحديث النبوي
المعجم المفهرس لألفاظ الحديث النبوي هو فهرس لفظي عربي ذو سبعة مجلدات مرتب على الحروف الأبجدية المشابهة لترتيب المعاجم اللغوية، احتوى المعجم المفهرس على دليل كاشف لمواضع استعمال ألفاظ الحديث النبوي المذكورة في الكتب الستة وموطأ مالك ومسند أحمد وسنن الدارمي، ذُكر في الكتاب الألفاظ المهمة في كل حديث وفي أي كتاب ذُكرت ومثال للفظ في حديث نبوي، جمع الكتاب وألّفه مستشرقون، منهم أ. ي. فنسنك واشترك معهم محمد فؤاد عبد الباقي في إخراج الكتاب، فنشروه سنة 1936، لم يُذكر في الكتاب الألفاظ الشائعة الكثيرة الاستعمال مثل جاء وقال، بل اختيرت ألفاظ أقل استعمالاً مهمة في كل حديث، ولم تُذكر حروف الجر ولا أسماء الأفعال، تتطلب الاستفادة من الكتاب أن يكون القارئ عالماً باشتقاقات الكلمة وجذورها وأصولها الصرفية.